# Pedro Ansa
Pedro César Ansa Araiz, apodado "Perico" Ansa, (Barcelona, 6 de abril de 1957), baloncestista español de las décadas de 1970 y 1980. Con una altura de 1,92 metros y un peso de 88 kg, destacó como alero, con un buen tiro exterior, una gran rapidez para correr el contraataque y penetrar a canasta, así como por su capacidad defensiva.
Desarrolló la mayor parte de su carrera deportiva en el FC Barcelona, en el que jugó durante diez temporadas, entre 1975 y 1985. Junto a compañeros como Solozabal, Epi, Sibilio o De la Cruz conquistó diversos títulos entre los que destacan un Mundial de Clubs de Baloncesto, una Recopa de Europa, dos Ligas españolas y seis Copas del Rey.
Acabó su carrera deportiva en el CD Cajamadrid, equipo de Alcalá de Henares, Madrid que entonces disputaba la Liga ACB. En 1988 se retiró como jugador y orientó su carrera profesional al mundo de las finanzas, ocupando diversos cargos directivos en Caja Madrid.
Fue internacional con la selección española Junior y 20 veces internacional con la Selección de baloncesto de España Absoluta.

## Clubes
- FC Barcelona: 1975-1985.
- CD Cajamadrid: 1985-1988.

## Palmarés

### Títulos internacionales de Selección
- 1 Medalla de Bronce en el Eurobasket Junior de 1976, celebrado en Santiago de Compostela, con la selección de España Junior.

### Títulos internacionales de Club
- 1 Mundial de Clubs de Baloncesto: 1985, con el FC Barcelona.
- 1 Recopa de Europa de Baloncesto: 1984-85, con el FC Barcelona.

### Títulos nacionales de Club
- 2 Ligas españolas: 1981, 1983.
- 6 Copa del Rey de Baloncesto:  1978, 1979, 1980, 1981, 1982, 1983.